# Opopaea punctata
Opopaea punctata là một loài nhện trong họ Oonopidae.
Loài này thuộc chi Opopaea. Opopaea punctata được Octavius Pickard-Cambridge miêu tả năm 1872.